# Bill Foster (allenatore di pallacanestro 1936)
William Carey Foster, detto Bill (Palatka, 1º aprile 1936 – Charlotte, 27 maggio 2015), è stato un allenatore di pallacanestro statunitense.

## Palmarès
- Campione NIT (1995)